# Irene Bedard
Irene Bedard, född den 22 juli 1967 i Anchorage i Alaska, är en amerikansk skådespelare. 
Irene Bedards första roll kom som Mary Crow Dog i TV-produktionen Lakota Woman: Siege at Wounded Knee. Hon är känd som rösten till huvudkaraktären bakom Disneyfilmen Pocahontas och dess uppföljare Pocahontas 2: Resan till en annan värld.